# Giovanni Raineri (politico)
Giovanni Raineri (Borgo San Donnino, 17 settembre 1858 – Roma, 29 novembre 1944) è stato un politico italiano, fondatore di organizzazioni cooperative agricole e in seguito ministro e senatore del Regno.

## Biografia
Nato a Borgo San Donnino, l'odierna Fidenza, in provincia di Parma, in una famiglia della media borghesia impiegatizia, dal padre Rainero, segretario podestariale, e dalla madre Catterina Bravetta, conseguì il diploma di  perito agrario e nel 1879 la laurea in scienze agrarie  a Milano nell'allora regia Scuola superiore di agraria che divenne poi la Facoltà di Agraria dell'Università di Milano.

### I Comizi Agrari
Si trasferì con la famiglia a Piacenza e nel 1883 divenne il segretario del locale Comizio agrario. Riuscì a riunire a Piacenza nel 1889 un convegno nazionale dove pose il tema della necessità di favorire l'associazionismo agricolo, per realizzare un rinnovamento di un settore in cui l'Italia era caratterizzata da una grande arretratezza, ulteriormente accentuata dalla grave crisi vitivinicola causata dal diffondersi della fillossera nei vigneti e per la crisi della cerealicoltura dovuta alle importazioni di grani dall'Ucraina e dagli Stati Uniti.
Nel 1891 fodò il Giornale di agricoltura.
In quell'epoca l'originaria esperienza dei Comizi agrari ebbe una evoluzione nei Consorzi Agrari, con l'appoggio delle banche popolari. Nel 1892, nasceva a Piacenza la Federconsorzi (Federazione italiana dei consorzi agrari) la cui presidenza fu affidata ad Enea Cavalieri e di cui Giovanni Raineri fu il primo direttore generale. I consorzi agrari da 16 che erano nel 1892, divennero 81 nel 1895 e 192 nel 1900.
Collaborò ben presto con  Luigi Luzzatti, presidente dell'Associazione nazionale delle banche popolari, e con l'altra forma di cooperazione nel credito: le casse rurali.
In una Italia agricola con forti problemi di recupero della fertilità, compromessa da secoli di coltivazioni irrazionali istituì la "Sezione di propaganda per l'impiego nazionale di concimi chimici",  che divenne presto un importante istituto allo stesso tempo tecnico e cooperativo.
Pubblicò nel 1900 un testo su L'utilizzo e l'importanza dei concimi chimici per il miglioramento produttivo dell'agricoltura, che dette lo spunto per la nascita di un consorzio cooperativo di produzione di perfosfati.

### L'impegno politico
Nel 1905  Raineri venne nominato presidente della Federconsorzi ed eletto alla Camera nel collegio di Parma e Piacenza con una elezione trasversale che ottenne l'appoggio non solo degli elettori liberali, ma anche di quelli cattolici e radicali. Fu poi rieletto per altre quattro legislature, sino al 1923.
Nel 1910, con il Governo Luzzatti, divenne Ministro dell'agricoltura, industria e commercio; nel 1916 divenne membro del Consiglio di Stato. Nel governo Boselli fu nominato Ministro dell'agricoltura nel periodo 1916 - 1917, ed ebbe la responsabilità complessa del rifornimento annonario in tempo di guerra, affidata, in buona parte alla Federconsorzi e ai Consorzi agrari.
Dal 1920 al 1922, Raineri fu ministro delle Terre liberate, nei Nitti I, Giolitti V e infine Bonomi I, in cui affidò largo spazio agli organismi cooperativi.
Massone, fu membro del Grande Oriente d'Italia.

### Gli ultimi anni
Con l'avvento del fascismo Raineri si ritirò dalla scena politica, anche se nel 1924 era stato nominato senatore del regno. Dal 1923 fu nominato primo presidente della Federazione Nazionale dei Cavalieri del Lavoro, rimase in carica fino alla morte che avvenne a Roma il 26 novembre 1944.

## Riconoscimenti e dediche
Giovanni Raineri fu nominato cittadino onorario di Treviso, e a lui è stato dedicato l'Istituto Statale d'Istruzione Superiore Agraria di Piacenza.